# دفرتمنتو

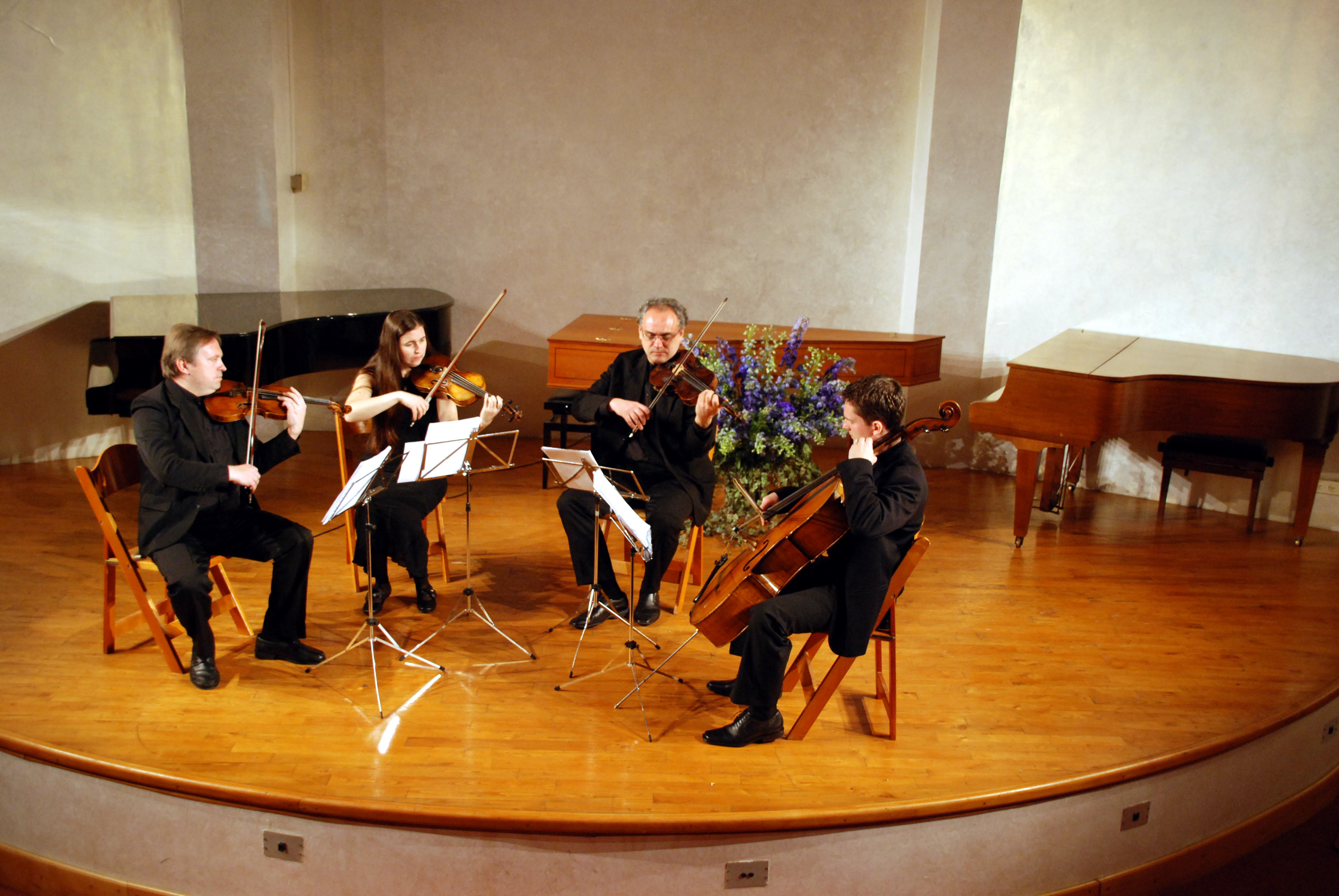

الديفرتمنتو في الموسيقى، (بالإنجليزية divertimento عمل موسيقي خفيف.
في القرن ال18 هو نوع من الموسيقى الخفيفة والمسلية عادة يتكون من عدة حركات للوتريات وآلات النفخ أو كليهما. الحركات تشمل قالب السوناتا والتنويعات والرقصات والروندو. واحد من عدة الأعمال لجوزيف هايدن هو السداسية التي كتبها لثلاثي وتري مزودج، لتعزفه مجموعتان في نفس الوقت في غرف مختلفة. وأعمال الدفرتمنتو لموتسارت عادة تماثل أعماله التي تعرف بالسرينادة؛ باستثناء الدفرتمنو الوتري تصنيف كوشيل رقم 563، الذي يعتبر ضمن أعظم موسيقى الحجرة في كل العصور.
الدفرتمنتو أحد المصادر الذي تطور منها الرباعية الوترية. أسلوبها لحد ما حافظ عليه بيتهوفن في السباعية منصف رقم 20 وشوبرت في الثمانية مصنف رقم 166، كلاهما لآلات النفخ والوتريات.

## هوامش
1. ↑  "divertimento." Encyclopædia Britannica. Encyclopædia Britannica Ultimate Reference Suite. Chicago: Encyclopædia Britannica, 2011.